# Atriplex australasica
Atriplex australasica är en amarantväxtart som beskrevs av Horace Bénédict Alfred Moquin-Tandon. Atriplex australasica ingår i släktet fetmållor, och familjen amarantväxter. Arten har ej påträffats i Sverige.